# Symfonie nr. 4 (Aho)
Kalevi Aho componeerde zijn Symfonie nr. 4 in 1972 en 1973.

## Geschiedenis
Aho was net afgestudeerd aan de Sibelius Akademie en vervolgde zijn opleiding in muziek via een DAAD-beurs. Hij verbleef daartoe een tijdje in Berlijn en begon aan zijn vierde symfonie; afronding vond plaats in maart 1973 toen de componist weer terug was in Finland. Tegelijkertijd werkte hij ook aan zijn derde symfonie die zo een latere eerste uitvoering 20 februari 1975) kreeg dan de vierde (12 maart 1973). Qua compositie wordt de vierde symfonie tot de vroege periode van de componist gerekend; bij zijn vijfde wordt de muziek complexer.

## Muziek
De melancholische symfonie bestaat uit drie delen:
1. Adagio;
2. Allegro – Presto
3. Lento

Deel I is een langzame intro en bevat het thema van de symfonie; een lange melodie lijn (eerst in de strijkinstrumenten), die daarna via een fuga wordt uitgewerkt. De componist laat de spanning en de droefheid stijgen totdat er een eindgevoel is. Dat is slechts bedrog, het is een kleine inzakking, de componist gaat verder met het eerste deel. Dergelijke inzakking volgen elkaar nog een aantal keren op, waarbij je steeds het gevoel hebt naar een optimistischer slot te gaan, terwijl het stuk steeds weer in de melancholische stemming terugkeert. Sporen van dissonantie dragen bij tot een gevoel van onbehagen.
Deel II stevent af op de catastrofe; de melancholie maakt langzaam plaats voor verwarring, als opnieuw dissonanten en chromatiek de muziek ontregelen. Het daarin gevoerde marstempo kan alleen nog door de percussiesektie doorgevoerd worden. Het eind wordt gevormd door het thema uit deel I, maar dan in een verbrokkeld walstempo).
Deel III begint waar deel II opgehouden is, somber. Door virtuoze muziek in de blaasinstrumenten, die klinken als vogelgezang trekt de componist de muziek langzaam over de streep naar een wat beter beheersbare stemming. Het beginthema sluit de compositie af in een ongemakkelijk klinkend slot.
Er hangt een zweem van de 15e symfonie van Dmitri Sjostakovitsj over deze symfonie. Deze symfonie kwam in dezelfde periode tot stand (1971). Dit artikel verscheen op de Wikipedia op het moment (2010) dat Aho zelf aan zijn 15e toe is. De eerste uitvoering van deze symfonie nr. 4 vond plaats in Helsinki door het Fins Radiosymfonieorkest onder leiding van Okko Kamu.

## Orkestratie
- 3 dwarsfluiten, 2 hobo’s, 3 klarinet, 3 fagot
- 6 hoorns, 4 trompetten, 3 trombones, 1 tuba
- pauken, 2 man / vrouw percussie voor onder meer tamtam en glockenspiel
- violen, altviolen, celli en contrabassen

## Discografie
- Uitgave BIS Records: Lahti Symfonie Orkest o.l.v. Osmo Vänskä in een opname uit 1999.

## Bron
- de BIS Records compact disc
- FIMIC ; Finse muziekcentrale

Nr. 1 · Nr. 2 · Nr. 3 · Nr. 4 · Nr. 5 · Nr. 6 (1979-1980) · Nr. 7 Insectensymfonie · Nr. 8 · Nr. 9 · Nr. 10 · Nr. 11 · Nr. 12 Luostosymfonie · Nr. 13 · Nr. 14 Rituelen · Nr. 15
Alles Vergängliche (Orgelsymfonie)